# Schloss Münchsdorf

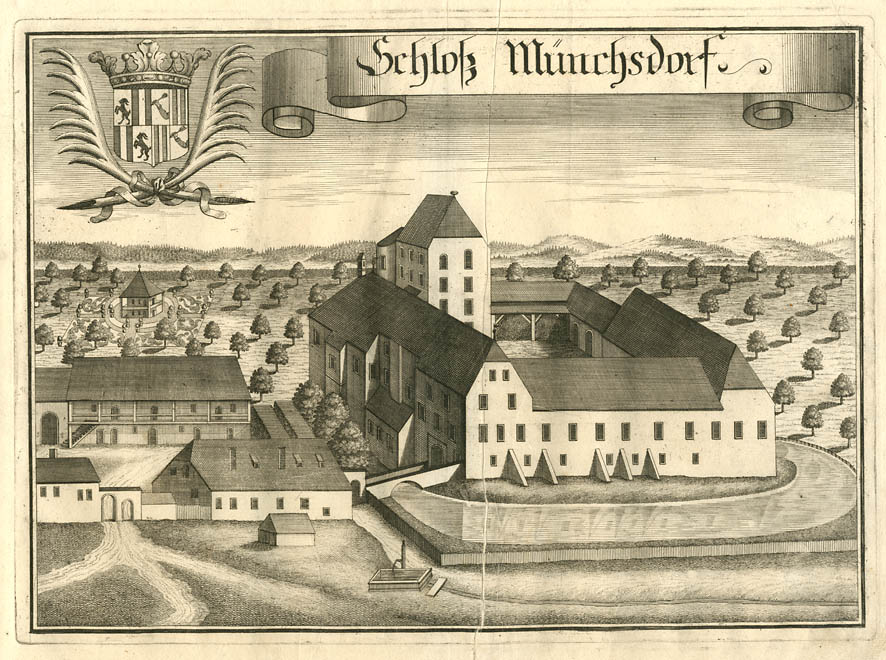
Schloss Münchsdorf nach einem Stich von Michael Wening von 1721

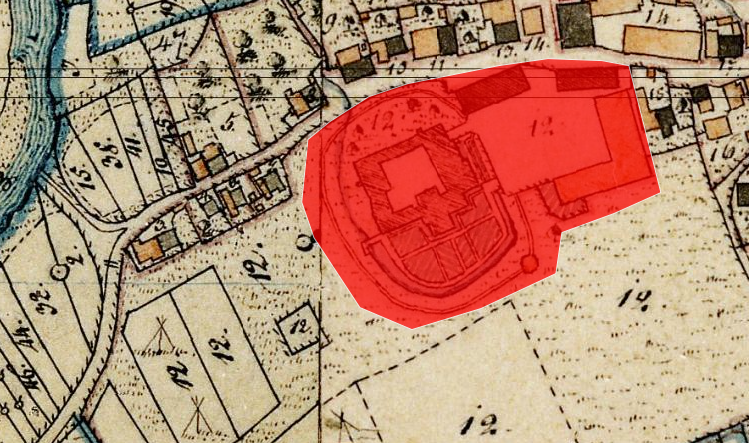
Lageplan von Schloss Münchsdorf auf dem Urkataster von Bayern

Das Schloss Münchsdorf liegt im Gemeindeteil Münchsdorf der niederbayerischen Gemeinde Roßbach im Landkreis Rottal-Inn von Bayern (Schloßhof 1). Die Schlossanlage ist unter der Aktennummer D-2-77-142-36 als Baudenkmal verzeichnet. Sie wird ferner als Bodendenkmal unter der Aktennummer D-2-7443-0092 mit der Beschreibung „untertägige mittelalterliche und frühneuzeitliche Befunde und Funde im Bereich des Schlosses von Münchsdorf und dem 1836 abgebrochenen mittelalterlichen Vorgängerbau mit Graben, Wehrmauer und Wirtschaftshof“ geführt.

## Geschichte
Münchsdorf war vor 1380 im Besitz der Grafen von Ortenburg, der Besitz stammte von den Grafen von Hals, von denen die Tochter des Alram von Hals Graf Heinrich IV. von Ortenburg geheiratet hatte und Münchsdorf als Heiratsgut bekam. 1370 kam Münchsdorf als Pfand an Friedrich Stachel von Stacheleck. 1411 erbte Beatrix, die Tochter des Friedrich von Stacheleck, von ihrem Bruder Münchsdorf. Da sie mit Gebhard von Camer verheiratet war, kam Münchsdorf in der Folge an die Herren von Camer. Müchsdorf ging als Ortenburgisches Lehen an die Vettern der Camer, und zwar an Wolfgang von Tannberg, Domdekan zu Passau, und seinen Bruder Andre von Tannberg. Nach dem Tod des Wolfgang († um 1527) fiel das Lehen an den Edlen und Vesten Andre und die mit den Tannbergern verwandten Seiboldsdorfer. Graf Christoph von Ortenburg ließ 1533 einen Kompromiss aufrichten, nach welchem Erasm von Seiboldsdorf eine gewisse Summe für den Anteil des Wolfgang hinterlegen musste. Über die Lehensvergabe kam es zu einer schweren Irrung, denn Erasm († 1547) wollte nur die Veste und die Hofmark Münchsdorf als ortenburgisches Lehen anerkennen und nicht die anderen Rechte und zugehörigen Hofmarken. Diese Ansprüche wurden zumindest zum Teil anerkannt. Aus einem Willebrief von Graf Joachim von Ortenburg geht 1569 hervor, dass Schloss und Veste Münchsdorf an Veit Erasm von Seiboldsdorf verliehen seien. Auch 1592 hatten die Seiboldsdorfer noch Münchsdorf inne. Da keine männlichen Erben nach dem Tod des Veit Erasm vorhanden waren, ersuchte die Witwe Maria Jakoba von Münchsdorf zu Seibersdorf um das Lehen und erhielt es wohl 1595 zugesprochen. Nach ihrem Ableben († 23. Januar 1599) ging Münchsdorf als Lehen an Wolfgang von Wildenstein (Gatte der Polixenia von Münchau) und dessen Schwager Constantin von Münchau über. Nach seinem Tod (er ertrank 1606 in der Kollbach) wurde die Hofmark an seine Schwester Anna von Buchholz (geborene von Münchau) übergeben (sie wohnte allerdings nicht hier, sondern in der Pfalz); 1619 nahm ihre Tochter hier ihre Stelle ein. Nach deren Tod († 18. Juli 1633) bat ihr Vetter Georg Christoph Freiherr von Closen um Verleihung der Hofmark und ihrer Pertinenzen. Allerdings wurde von den Ortenburgern 1636 einem anderen, nämlich dem Edlen Johann Mändl zu Deutenkofen, der Vorzug gegen Zahlung eines Recompens (= Entschädigung) und eines Leihkaufs gegeben. 1639 bekam Johann Mändl das Schloss Münchsdorf mit dessen Hofmarken als Allodialbesitz.
1816 verkaufte Freiherr Anton von Mändl den Besitz an die verwitwete Gräfin von Deroi, eine geborene Freiin von Hertling. Diese veräußerte den Besitz an Freiherrn von Tautphöus, Regierungsvicepräsident der königlichen Regierung des Unterdonaukreises. Von dessen Familie erkaufte es um 1837 der königliche Regierungsdirektor Georg Ritter von Greiner, von dem es nach kurzer Zeit an den Staatsrat von Maurer kam. In der Mitte des 19. Jahrhunderts kam Münchsdorf an die Freiherrn von Aretin. In Münchsdorf bestand von 1820 bis 1848 ein Patrimonialgericht II. Klasse. Die Freiherrn von Aretin sind heute noch im Besitz des Schlosses. Auf dem nahe gelegenen Friedhof befindet sich das Grab des Schriftstellers und Monarchisten Erwein von Aretin, Mitglied des Deutschen Adelsrechtsausschusses. Nach dem Zweiten Weltkrieg war hier das Flüchtlingsaltersheim Schloss Münchsdorf untergebracht.

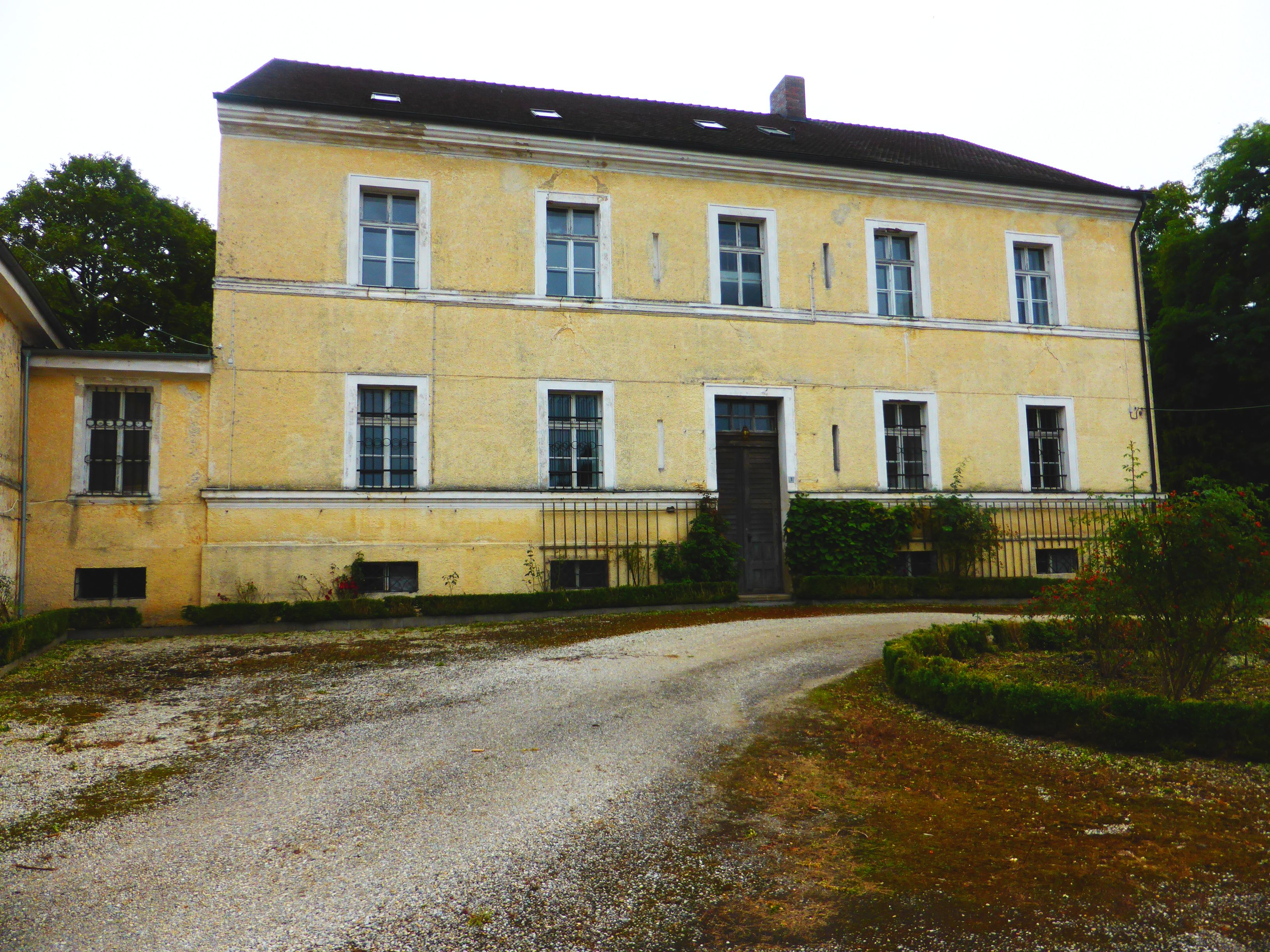
Hauptgebäude von Schloss Münchsdorf heute

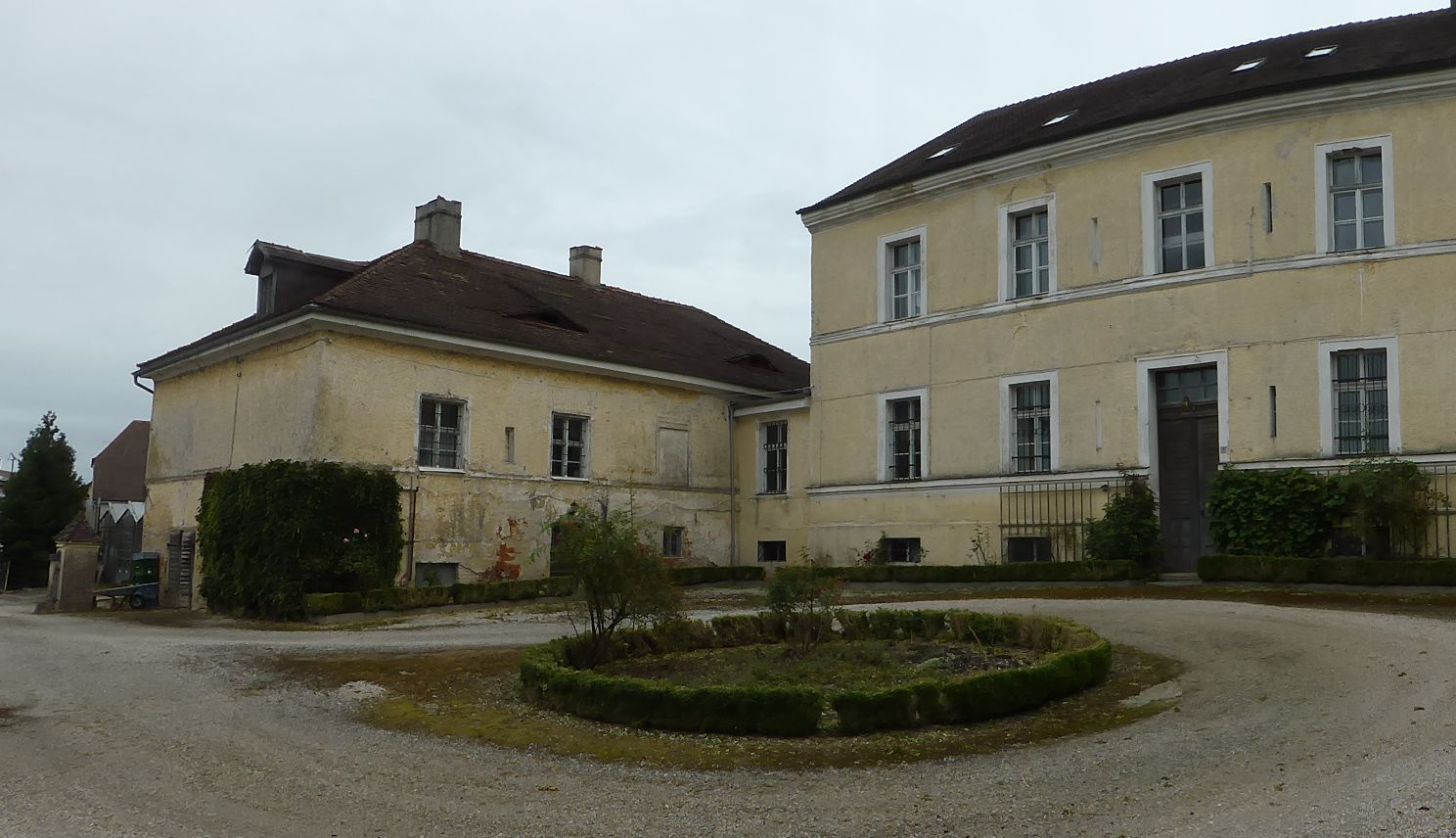
Nebengebäude von Schloss Münchsdorf

## Schloss Münchsdorf einst und jetzt
Nach dem Stich von Michael Wening war Schloss Münchsdorf 1721 eine zwei- bis dreigeschossige Vierflügelanlage innerhalb eines Wassergrabens. Im Innenhof ist noch ein viergeschossiges, palasartiges Gebäude zu sehen. Eine Brücke führt über den Wassergraben, außerhalb liegen die Wirtschaftsgebäude des Schlosses. Nach dem Abriss des alten Schlosses (1836/1837) war dort bis 1979 die Schlossgärtnerei untergebracht.
Der heutige zweigeschossige Bau ist in einem baulich schlechten Zustand, obwohl Renovierungsbemühungen zu erkennen sind (Dacheindeckungen). Er bildet eine quadratische Anlage mit einem Haupthaus mit Satteldach aus dem ersten Drittel des 19. Jahrhunderts. In der Mitte der Front liegt ein Portal, das direkt zum Treppenhaus führt. Das Hauptgebäude ist ein schlichter zweigeschossiger Traufseitbau mit flachem Walmdach. Zu dem Schloss gehören noch zwei niedrigere Wirtschaftsgebäude aus dem 18. bzw. 19. Jahrhundert. Diese bilden mit dem Haupthaus an der Nordseite einen Hof. Ein großer ehemaliger Wirtschaftshof liegt östlich des Schlosses; er besteht aus einem zweigeschossigen Schopfwalmdachbau an der Nordseite aus der Mitte des 19. Jahrhunderts, ist aber im Kern wohl älter. Ein eingeschossiger, hakenförmiger Bau mit hohem Schopfwalmdach befindet sich im Süden und Osten, ebenfalls aus dem 18. bzw. 19. Jahrhundert. Der Schlossgarten (aus dem 19. Jahrhundert) liegt an der Südseite des Schlosses und enthält noch Reste des einstigen Wassergrabens.
Die Schlossanlage ist von einer Gärtnerei umgeben.